# Michael Maze
Michael Maze (1 września 1981 w Faxe) – duński tenisista stołowy, brązowy medalista Igrzysk Olimpijskich w Atenach (2004), medalista mistrzostw świata oraz mistrzostw Europy.

## Życiorys
Trenować w tenisa stołowego zaczął w wieku 7 lat. Będąc zawodnikiem KVIK Næstved został po raz pierwszy powołany do młodzieżowej reprezentacji Danii. W młodzieżowych mistrzostwach Europy 1995 roku (kategoria wiekowa kadetów) zdobył srebrny medal w turnieju drużyn narodowych (jako członek kadry Danii) oraz brązowy w grze podwójnej. Rok później (w tej samej kategorii wiekowej) został mistrzem Europy w grze pojedynczej oraz wicemistrzem w grze podwójnej. W 1998 zdobył zaś dwa srebrne, a w 1999 dwa złote medale w kategorii wiekowej juniorów – w obu przypadkach w grze pojedynczej oraz w grze podwójnej.
W 2003 zajął trzecie miejsce w turnieju Europa Top 12, a rok później turniej ten wygrał. Również w 2004 zdobył brązowy medal Igrzysk Olimpijskich w Atenach w grze podwójnej (w parze z Finnem Tugwellem). W 2005 zaś zdobył brązowy medal Mistrzostw Świata w grze pojedynczej oraz złoty medal w turnieju drużyn narodowych Mistrzostw Europy.
W 2007 zdobył brązowy medal Mistrzostw Europy w grze pojedynczej, a w 2009 medal złoty. Zdobył wówczas także wraz z reprezentacją Danii srebrny medal w turnieju drużyn narodowych.
Drugie miejsce w turnieju Europa Top 12 w 2014 było jego ostatnim międzynarodowym sukcesem.
W 2016 zakończył karierę z powodu nawracającej kontuzji, której doznał w 2010. W 2018 zaś ogłosił wznowienie kariery.

## Sukcesy
Na podstawie.

### Sukcesy seniorskie

#### Igrzyska olimpijskie
- 2004 – brązowy medal (gra podwójna)

#### Mistrzostwa świata
- 2005 – brązowy medal (gra pojedyncza)

#### Mistrzostwa Europy
- 2009 – złoty medal (gra pojedyncza)
- 2009 – srebrny medal (drużynowo)
- 2007 – brązowy medal (gra pojedyncza)
- 2005 – złoty medal (drużynowo)

#### Europa Top 12
- 2014 – drugie miejsce
- 2009 – trzecie miejsce
- 2006 – trzecie miejsce
- 2004 – zwycięstwo
- 2003 – trzecie miejsce

### Sukcesy juniorskie
- 1999 – złoty medal (gra pojedyncza)
- 1999 – złoty medal (gra podwójna)
- 1998 – srebrny medal (gra pojedyncza)
- 1998 – srebrny medal (gra podwójna)
- 1996 – złoty medal (gra pojedyncza)
- 1996 – srebrny medal (gra podwójna)
- 1995 – srebrny medal (drużynowo)
- 1995 – brązowy medal (gra podwójna)